# Dennis Brandau

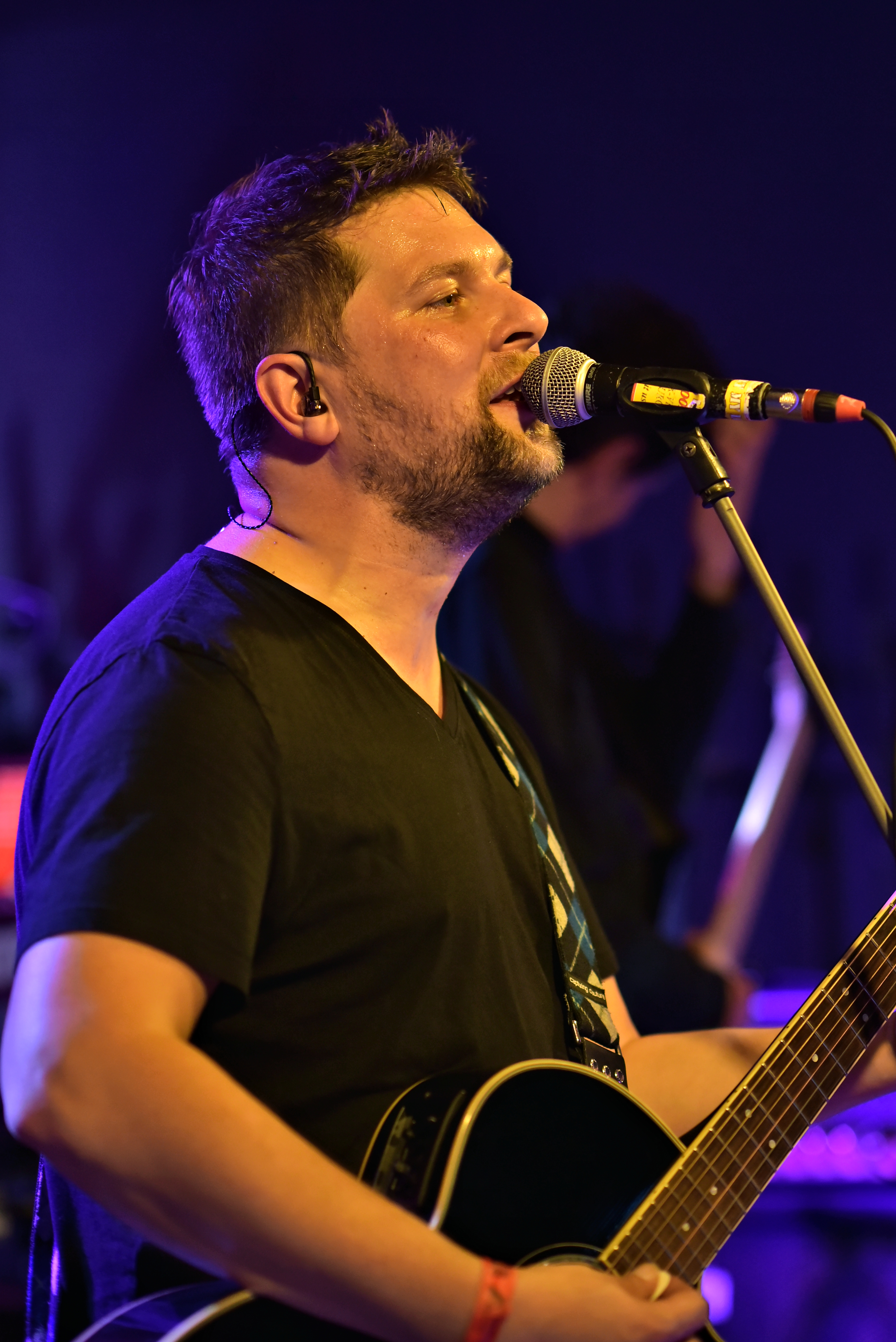
Dennis Brandau, Album Release „Endlose Straßen“, 30. Oktober 2019

Dennis Brandau (* 6. September 1976 in Hamburg) ist ein deutscher Radiomoderator, Musiker und Synchronsprecher.

## Werdegang

### Radio
1994 begann Brandau eine zweijährige Ausbildung zum Tonassistenten bei Creative Studios Hamburg. Nach dem Absolvieren des Zivildienstes kam er über ein Praktikum zum Radiosender Antenne Niedersachsen. Dort moderierte er teilweise die Regionalnachrichten für das nördliche Niedersachsen und Hamburg. Bei Alster-Radio in Hamburg bekam er einen Volontariatsvertrag. Insgesamt arbeitete er dort acht Jahre als Redakteur, Moderator und Nachrichtensprecher. Seit 2007 ist er beim NDR, zunächst als Reporter und seit 2011 als Moderator beim Radiosender NDR1 Welle Nord in Kiel.

### Musiker

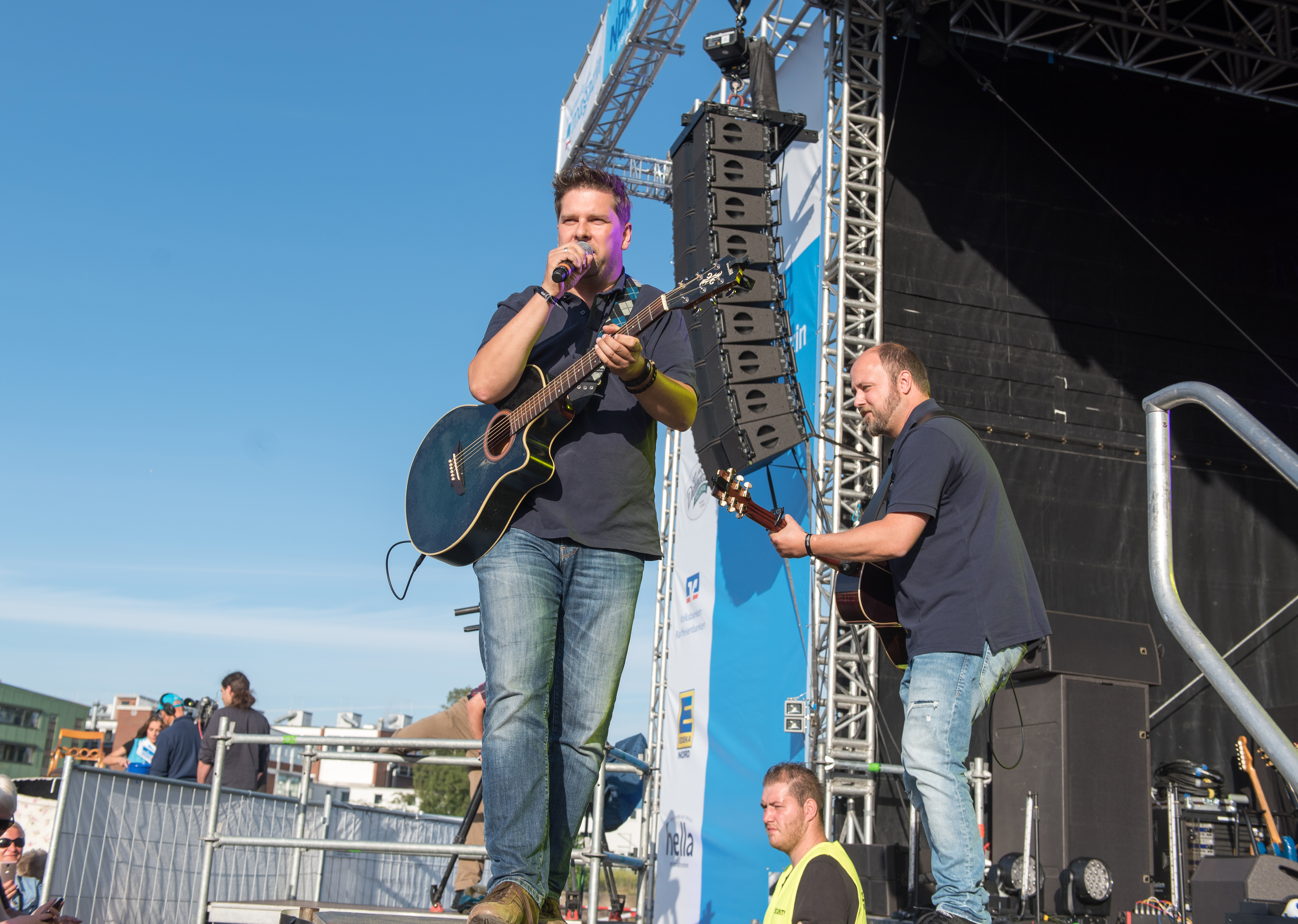
Das Duo Röschmann Brandau bei der NDR 1 Welle Nord Sommertour 2017

Als Kind sang Dennis Brandau im Kinderchor von Herbert Kauschka. Er nahm Gitarrenunterricht und brachte sich selbst das Schlagzeugspiel bei. 1992 gründete er seine erste Schülerband. Es folgten die Formationen Voyeur und Linie 610. Bei der Gruppe Heimfeld wechselte er vom Schlagzeug zum Gesang. Die Band spielte beim Hamburger Hafengeburtstag oder beim Rockspektakel auf dem Hamburger Rathausmarkt. Sie löste sich im Jahr 2009 auf. Seitdem spielte Brandau solo mit einem Unplugged-Programm.
2012 startete das Unplugged-Duo Brandau & Röschmann im Auftrag des NDR für dessen Veranstaltungsreihe „Sommertour“; Brandau & Röschman sind seit dem fester Programmpunkt.

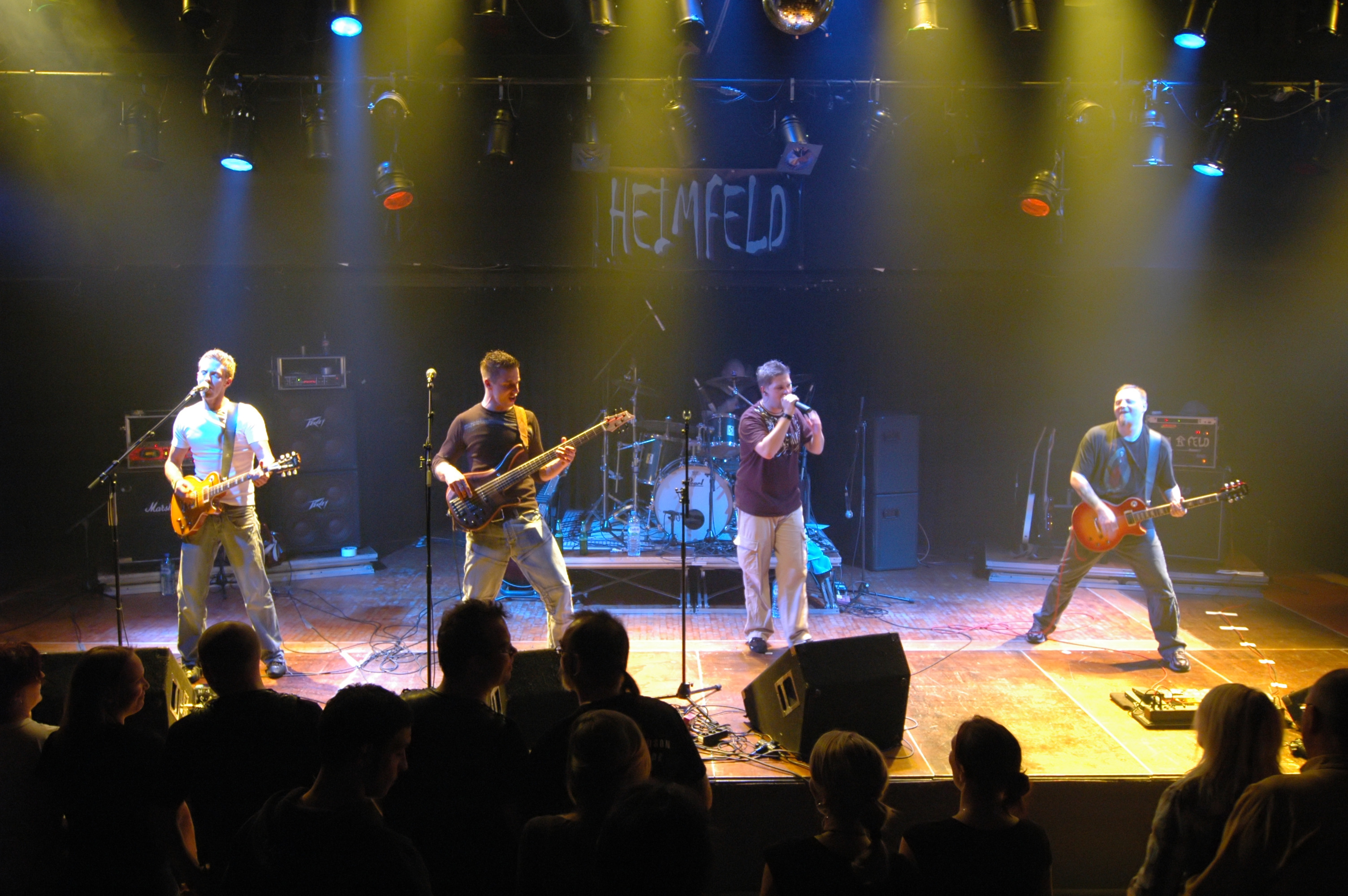
Mit der Band Heimfeld im Rieckhof Hamburg 2006

Dennis Brandau ist Sänger der Bluesrock-Formation GAIN7.
Sein erstes Soloalbum „Endlose Straßen“ wurde am 30. Oktober 2019 veröffentlicht.

### Synchronsprecher
Mit kleinen Nebenrollen in B-Movies probierte sich Dennis Brandau als Synchronsprecher und fasste Fuß in der Branche. Er lieh Schauspielern seine Stimme und ist heute überwiegend für Games tätig.

#### Rollen-Synchron (Auswahl)
- 2025 Tracker, Christopher Russell als Vincent Rourke (Staffel 2, Folge 18)
- 2010 Fünf Minarette in New York, Hüseyin Avni Danyal als Polizeichef
- 2008 Flashbacks of a Fool, Mark Strong als Mannie Miesel
- 2008 Mord in der Luxusvilla John Novak als Sherriff Trap
- 2008 Poor Boy’s Game, Danny Glover als George Carvey
- 2008 Die Lena Baker Story, Peter Coyote als Elliott Arthur
- 2008 El Cantante, John Ortiz als Willie Colòn in „El Cantante“
- 2008 Citizen Toxie - Atomic Hero 4 – The Toxic Avanger IV - David Mattey als Toxic Avanger
- 2007 Nine Lives, Joe Mantegna als Richard
- 2007 Eichmann, Stephen Fry als Mordecai Tormer in „Eichmann“
- 2006 Four Extraordinary Women (Kampf dem Krebs), Serge Houde als Bill2006 The TV Set Alan Blumenfeld als Dr. Schwartz in „The TV Set“
- 2006 The L.A. Riot Spectacular, David Rasche als Reporter

Zeichentrick/Animation:
- 2007 Erzähler in „Cantinflas Show“ (Serie)
- 2008–2009 Erster Offizier Tim in „Best Ed“
- 2010–2013 Feuerspucker in „Gormiti“
- 2011 - Roter Zwerg in „Es war k’einmal im Märchenland“
- 2011–2012 Merle in „Redakai – Die Jagd nach dem Kairu“
- 2010–2015 Gort in „Puppy in my Pocket“
- 2010–2014 Mr. No Hands in „Hero 108“

Games:
- 2011 Ansager in „Wintergames 2011“
- 2011 Coach in „Supermodel“
- 2012 Offizier in „Der Herr der Ringe online“
- 2013 Garan Marethi in „Skyrim - Dawnguard“
- 2015 Commander in „Evolve“2016 Mason in „Fall out 4 – Nuka World“
- 2017 Ghostrider in „Lego Marvel Superheroes 2“
- 2018 Khajiit in „The Elder Scrolls“

## Privates
Dennis Brandau ist verheiratet und hat zwei Kinder. Die Familie lebt in der Nähe Kiels.